# Зевс
Зе́вс (дав.-гр. Ζεύς) — у давньогрецькій міфології головний з богів-олімпійців, бог грому і блискавок. Третій син титана Кроноса і титаніди Реї. Брат Аїда, Гестії, Деметри, Гери і Посейдона. Дружина Зевса — богиня Гера. У римській міфології ототожнювався з Юпітером.
Традиційними є уявлення про Зевса як верховного бога давньогрецької міфології, котрий відає усім світом, знає майбутнє, є засновником законів, захисником справедливості. Такі уявлення сформувалися у пізні періоди античності, яким передували шанування місцевих богів, злитих у єдиний образ Зевса. Найбільш відомий з них — Зевс Олімпійський.
Основними атрибутами Зевса вважаються: щит і двостороння сокира (лабрис), іноді орел; місцем перебування — гора Олімп.
Образ Зевса використовувався філософськими вченнями, зокрема у стоїків він мислиться рушійною силою, яка організовує космічне та соціальне життя.

## Ім'я та епітети
Загальноприйнятим в сучасній науці та художніх творах ім'ям цього бога є Зевс (Ζεύς, Zeus), проте з античних джерел відомі й інші його варіанти. З праць грецького історика Геродіана відомі наступні імена: Дан (Δάν), Ден (Δήν), Дій (Δῖος), Діс (Δίς), Зан (Ζάν), Зас (Ζάς), Зен (Ζήν), Зес (Ζής), Тан (Τάν). Значною мірою вони зводяться до коренів, що означають «життя» і «першопричина».
Зевс мав численні епітети, найвідоміші з яких:
- Арістарх (грец. Ἀρίσταρχος, найкращий правитель).
- Астрапей (грец. Ἀστραπαῖος, блискавковий).
- Бронтон (грец. βροντών, громовержець).
- Генархус (грец. Γενάρχης, родоначальник).
- Гікесій (грец. Ἱκέσιος, покровитель прохачів).
- Керавн (грец. Κεραύνιος, той, хто уражає громом).
- Кронід (грец. Κρονίδης, дитина Крона), у адаптованих перекладах — Кронієнко[3].
- Мехіос (грец. Μειλίχιος, милосердний).
- Омбрій (грец. Ὄμβριος, той, хто посилає дощ).
- Сотер (грец. Σωτήρ, рятівник).
- Телейос (грец. Τέλειος, всемогутній).
- Мойрагет (грец. Μοιραγέτης, голова мойр)[4][5].
- Нікіфор (той, хто несе Перемогу).

## Зевс у міфах

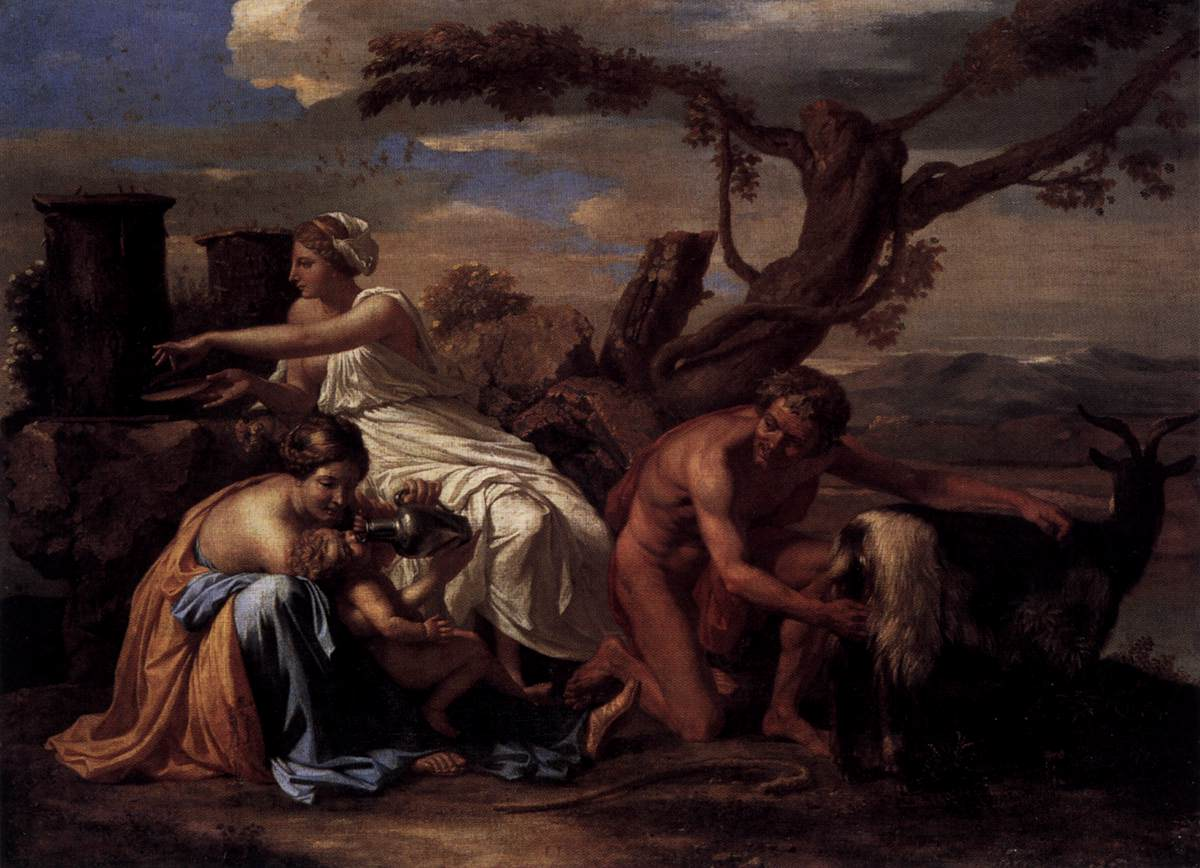
Малого Зевса вигодовують молоком Амалфеї. Картина Ніколя Пуссена XVII ст.

### Народження
Зевс належить до третього покоління богів, яке повалило друге покоління — титанів. Батькові Зевса Кроносу було передбачено, що йому судилося бути переможеним власним сином. Щоб уникнути такої долі, він щоразу ковтав щойно народжене своєю дружиною Реєю дитя.
Рея зважилася обдурити чоловіка і таємно народила дитину — Зевса. Кроносу ж замість новонародженого вона дала проковтнути сповитий камінь. З народженням бога пов'язувалися численні реальні місця. Різні версії міфу називають місцем народження острів Крит (печеру в горі Дикте, або гору Іда) або Фригію (інша гора Іда). Пуповина Зевса відпала біля міста Фени на Криті. Новонародженого Зевса купали в річці Лусій в Аркадії. Згідно з Феодором Самофракійським, народившись, бог сім днів безперервно сміявся, від чого число «7» священне.
За критським варіантом міфу, Зевс був відданий на виховання куретам і корибантам, які вигодували його молоком кози Амалфеї. Пізніше Зевс віддячив козі: її ріг став рогом достатку, а саму козу він помістив на небі як сузір'я Козорога. Також на Криті його годували бджолиним медом. За іншою версією, вигодуваний козою у містечку Егій в Ахайї. За переказами, печеру охороняли вартові й кожного разу, коли маленький Зевс починав плакати, вони стукали списами в щити для того, щоб це не почув Кронос. Колиска Зевса була зроблена із золота і висіла на дереві, щоб Кронос не міг знайти сина ні в небі, ні на землі, ні в морі.
Однак Кронос все-одно дізнався про Зевса і той мусив рятуватися, а своїх няньок перетворив для цього на ведмедиць, яких потім помістив на небі як сузір'я Великої і Малої Ведмедиці.

### Боротьба за владу
Коли Зевс виріс під наглядом пастухів Іди (за однією з версій, Зевс виховувався на Наксосі), Рея повідомила, що він готовий скинути батька. Зевс підмішав Кроносу в медовий напій сіль і гірчицю. Кроноса знудило і змусило його виплюнути братів і сестер Зевса. Коли Зевс вирушав у похід на титанів, то помітив орла і вгадав в ньому благу ознаку. Коли боги ділили пернатих, Зевсу дістався орел, тому цей птах зображений на скіпетрі Зевса. Жертовник, на якому боги клялися, вони зробили сузір'ям Жертовника.
Потім разом із Зевсом боги почали боротьбу з Кроносом. Битва тривала дев'ять років, але не виявила переможця. Тоді Зевс за порадою Геї спустився в Тартар, вбив вартову Кампу і звільнив кіклопів та сторуких велетнів — гекатонхейрів, які заприсяглися у вірності Зевсу. Кіклопи викували для Зевса блискавки, Аїд дав йому шолом, який робив власника невидимим, а Посейдон — тризубець. Разом діти Кроноса і їхні союзники пробралися в обитель батька і там подолали його. Кронос був повалений і скинутий в безодню Тартару. Решту титанів було скинуто разом з ним, крім Атланта, якого було поставлено тримати небо, і всіх титанід, яких Зевс помилував за проханням Метиди й Реї.

### Правління і нащадки

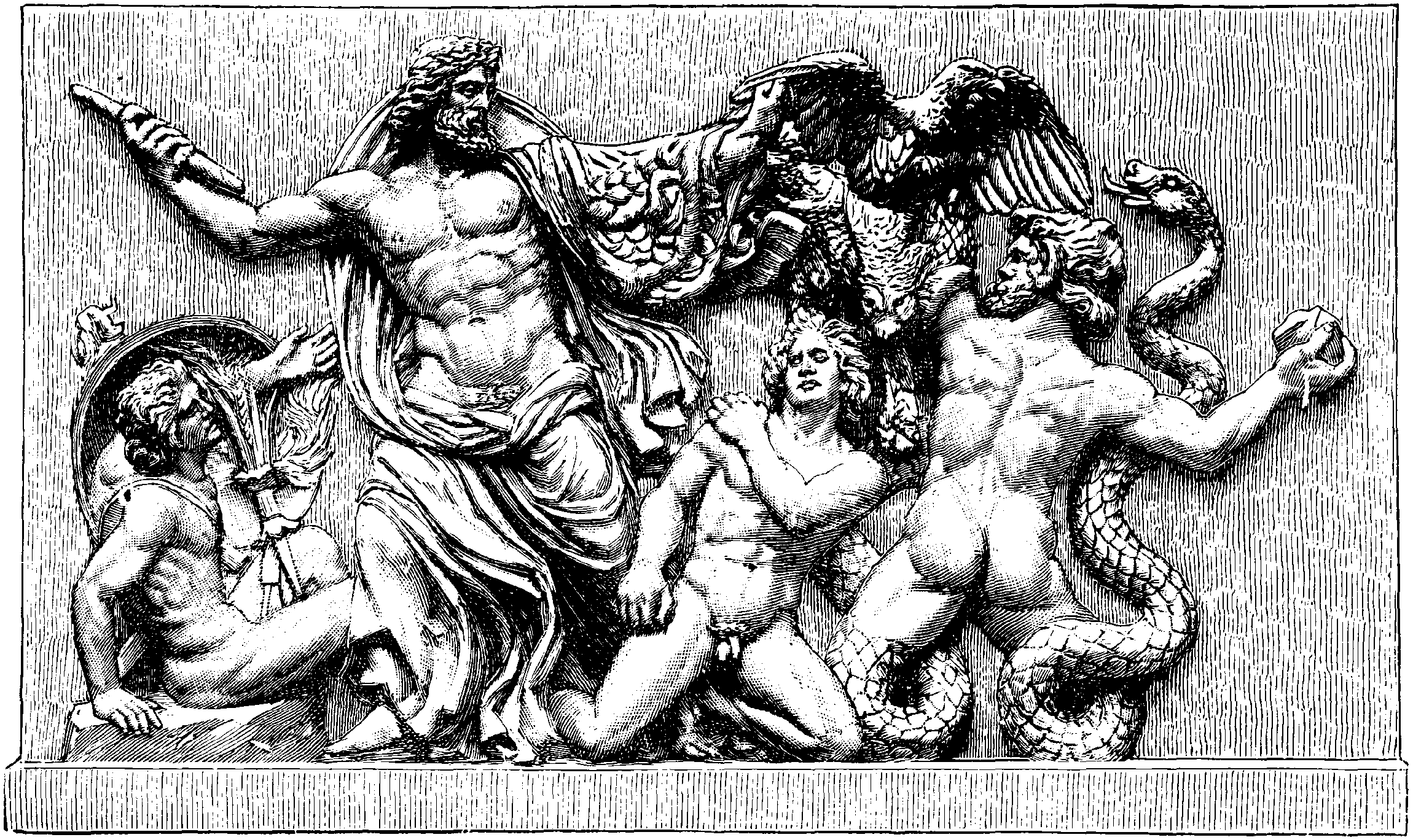
Зевс у битві з гігантами, гравюра XIX ст.

Три брати — Зевс, Посейдон і Аїд — поділили владу між собою. Зевсу дісталося панування на небі, Посейдону — море, Аїду — підземне царство мертвих. Земля ж відійшла у спільне володіння. Відтоді Зевс встановлював закони для богів, визначав шлях небесних світил, і мав здатність пророкувати майбутнє, проте не знав усього.
Зевсова мати Рея знала, що її син чинитиме перелюб, який стане причиною багатьох лих, тому заборонила йому одружуватися. Зевс за це пригрозив Реї силою оволодіти нею і вони зійшлися в бою, набувши подоби велетенських зміїв. Зевс переміг матір і виконав погрозу, після чого злягався з багатьма богинями і людськими жінками.
Законною дружиною Зевса стала його сестра Гера, однак їхній шлюб не був міцним і подружжя часто сварилося. Гера нерідко мстила Зевсу за перелюб з богинями, німфами і людськими жінками, користуючись підступністю і стосунками з іншими богами.
Відомо про зв'язки Зевса з Метідою, Фемідою. Діона народила від нього Афродіту, Мнемосіна — дев'ять муз, Деметра — Персефону, Лето — Аполлона й Артеміду, Мая — Гермеса. Ніоба народила царя Арголіди Аргоса, Даная — Персея, Електра — Дардана, Семела — Діоніса (Вакха), Європа — Міноса, Сарпедона й Радаманта, Леда — Єлену й Полідевка, Алкмена — Геракла і т. д. Зевс вважався засновником двох народів: магнісійців і македонців; а також створив мірмідонян із мурах.
Спочатку деякі повставали проти влади Зевса за його суворість і хтивість. Гея розгнівалася на Зевса за те, що він жорстоко покарав її дітей-титанів, які виступили проти Громовержця на стороні Кроноса, і породила велетенських змієногих гігантів, намовивши їх повстати проти богів. Зевс переміг гігантів у битві, названих гігантомахією при допомозі інших олімпійців і героя Геракла. Невблаганна Гея народила від Тартара Тифона, якого Зевс теж здолав, після чого мало хто наважувався виступати проти нього.
Проте одного разу олімпійці, обурені пихою і примхливістю Зевса, за намовою його дружини Гери влаштували змову. Вони зв'язали Зевса, коли він спав, ременями і забрали блискавки. Боги взялися ділити між собою владу, та Фетіда, знаючи, що це спричинить міжусобиці, покликала на допомогу гекатонхейра Бріарея. Велетень звільнив Зевса, який помилував змовників, зрозумівши чому вони так вчинили. Покарання отримали тільки Гера, Посейдон і Аполлон як очільники повстання. Геру він на якийсь час підвісив на ланцюгах, а Посейдона з Аполлоном відіслав на службу до царя Лаомедонта, де ті збудували йому місто Трою. Після цього з усіх богів Зевс взяв клятву більше не зазіхати на його владу, якої ті відтоді не порушували.
Попри жахливі покарання, які міг завдати Зевс, він також був миротворцем, знаменитим примиренням Аполлона та Гермеса, коли вони сварилися за першу ліру. Подібним чином Зевс вирішив конфлікт між Аполлоном і Гераклом через триногу з Дельфів. Він також переконав Аїда розлучатися з Персефоною на зиму й таким чином покласти край голоду, який її мати Деметра спричинила для людського роду через те, що Персефону утримували в полоні в підземному світі. Для простих смертних Зевс роздавав добрі та хороші речі порівну: біля його ніг були глеки долі — один, повний поганих речей, інший — хороших речей. Так само час смерті смертних ретельно зважувався на золотих терезах Зевса.

## Культ Зевса

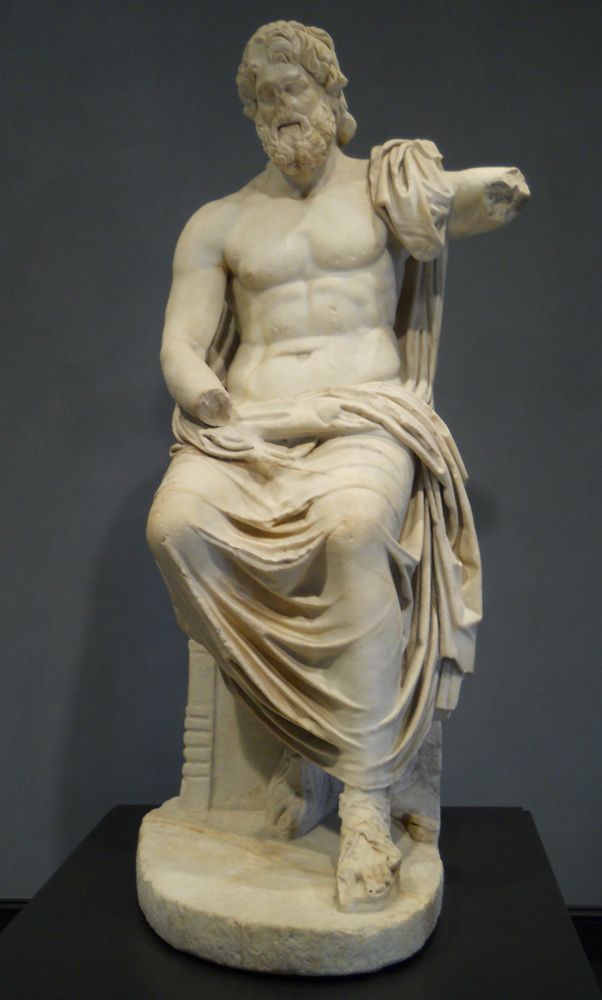
Пошкоджена давньоримська статуя Зевса, I ст. н. е.

### Численність Зевсів
Початково в кожній області Греції шанували своє окреме божество, якому відводилася найбільш значуща роль. Основними виступали культи божеств землі й моря. Поступово роль чоловічих божеств зростала і вони мислилися як необхідна запліднювальна сила, а з розвитком патріархату отримали і головуючу роль. З виникненням загальногрецької культури місцеві божества злилися в народній уяві в один образ Зевса. Цим пояснюються і його численні зв'язки з людськими жінками і богинями в міфах. Дружини місцевих богів із введенням культу Зевса приписувалися йому. В окремих областях збереглися тільки деякі епітети бога: Зевс Амфіарай, Зевс Амфітріон, Зевс Агамемнон.
За працями Евстахія і Сократа відомо про тріаду богів, об'єднану ім'ям Зевса: власне Зевса, Посейдона і Аїда. У розумінні володаря Зевсами звалися інші боги тріади. Першим виступав Зевс-цар всього сущого, верховний правитель світу. Посейдон був відомий як Зевс (володар) Морський. Аїд — як Зевс (володар) Підземний.
За часів Римської імперії Зевсом називалися також боги інших народів. Так, сирійського Ваала називали Зевсом Доліхеном. Зевсом Гіпсистом (Сущим над усім) називали Ваала у фінікійців, Амона в єгиптян, Бела у вавилонян, Яхве у євреїв. Римськими жерцями, правителями та істориками здебільшого вважалося, що інші народи поклоняються тим самим богам, але називаючи їх по-своєму. Пізніше образи єгипетського Апіса та грецьких Зевса, Гадеса й Асклепія злилися в образ бога Серапіса. Культ Серапіса існував аж до витіснення його християнством. Крім того культу Зевса протистояв культ Діоніса.
Орфіки, котрі зіставляли абстрактні поняття з міфологічними образами, вбачали в Зевсі сили творення і впорядкування, єдність речей, вираження життя, протиставляючи йому титанів як сили руйнування. Зевсом у них називалася сама природа і доля, початок і кінець усього в світі.

### Місця шанування

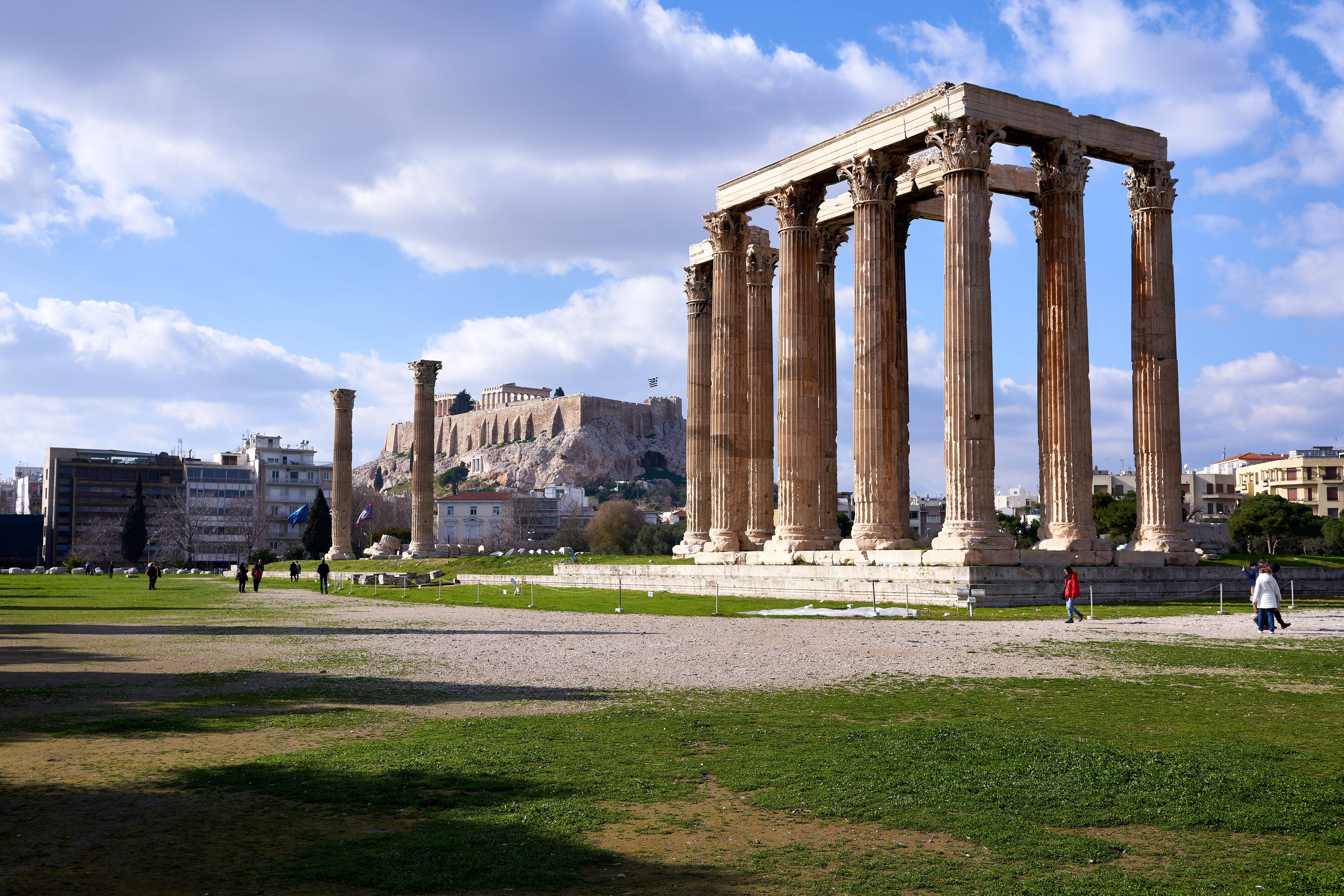
Залишки храму Зевса Олімпійського

Головним святилищем бога була Олімпія в Еліді, де стояв відомий храм Зевса Олімпійського і де на його честь в 776 році до н. е. були встановлені Олімпійські ігри. Загалом цьому богу було присвячено порівняно мало свят і містерій, але з-поміж них відомі Діасії. Олімпійські та Немейські ігри на його честь є єдиними відомими великими святами.
У період патріархату єдиний Зевс локалізується на горі Олімп, що слугувала відображенням недосяжного, небесного володіння богів, і іменується Олімпійським, як і місцевий Зевс. Його вшанування відбувалося на гірських вершинах, зокрема на Олімпі у Фессалії. Після перенесення центру політичного життя Греції до Пелопоннесу місцем шанування Зевса Олімпійського стала Олімпія в Еліді, де відбувалися Олімпійські ігри. В Афінах за царя Пісістрата в VI ст. до н. е. було почато будівництво святилища Зевса, але найбільшого розквіту його культ досягнув там тільки за імператора Адріана в II ст. н. е. Також в Афінах на честь Зевса існувало свято Діасії. За імператора Антоніна Пія (II ст. н. е.) Зевсу Доліхену був присвячений храм на Авентинському пагорбі. Зображався з традиційними критськими символами, верхи на бику, тримаючи в руках лабрис і блискавки.
В Аркадії Зевсу поклонялися на Лікейській горі. Там Зевса вважали джерелом світла, а його святилище було відоме тим, що не мало ідола. Відомим місцем поклоніння Зевсу на Криті служила гора Іда. У давнину в Аркадії Зевсу приносилися людські жертви, за легендою започатковані царем Лікаоном. Евріпід (V ст. до н. е.) описував вже безкровні жертви, де Зевсу підносилися плоди і хліб у чаші. Павсаній згадував про жертвування Зевсу коней.
У Додоні існував оракул Зевса, місце віщувань, за легендою вказане голубкою, яка говорила людською мовою. Головною святинею Додони був священний дуб, біля коренів якого витікало джерело. Жерці пояснювали шелест листя дерева, дзюрчання джерела і воркування голубів як послання від бога. Також існував оракул Зевса на горі Афон, де тепер міститься один з центрів православ'я.
Зевсу поклонялися в більшості сімейних будинків, де йому часто присвячували вівтар у дворі, оскільки як Зевс із епітетом Геркей захищав сімейне вогнище та майно в цілому.

### Символи Зевса
У грецькому мистецтві Зевс майже завжди бородатий і носить або блискавку, або скіпетр. Він також був тісно пов'язаний з биками, дубами та орлами, один з останніх іноді з'являється біля нього, коли він не має своєї блискавки чи скіпетра. Іноді він тримав жертовну чашу, в яку жерцями клалися підношення. Богиня Ніка, яка стоїть на простягненій руці, означала переможність Зевса. У Додоні символом Зевса виступав дуб і дубовий вінок. Лавровий вінок символізував очищувальні та переможні сили Зевса.
На Криті символом Зевса була двостороння сокира (лабрис), в чому відбиваються фетишистські уявлення попередніх культів. Така сокира з двома лезами символізувала єдність руйнівної і творчої сили божества (служила і для вбивства, і для будівництва), а також зв'язок жіночого і чоловічого начала Зевса та його дружини, а також живого з неживим (леза зроблені з металу, а топорище з дерева). Зображення двосічної сокири на Криті відомі з 1500-х років до н. е. й імовірно початково служили символами Кроноса. З нею ж іноді зображалися Афіна і герой Тесей. У Кноссі шлюб Зевса з Герою ритуально відтворювався через танці, де Зевсу відповідало Сонце, а Гері — Місяць.
Поряд із зображеннями сокири часто зустрічаються зображення бика, що на Криті був священною твариною-символом Зевса. У Фригії (нинішня західна Туреччина) існували схожі культи. Із праць античних істориків відомо, що вбивство бика, яким можна було орати, каралося смертю. За прикладом азійських божеств, які ототожнювалися з грецьким Зевсом, верховний бог іноді зображався з баранячими рогами, маючи назву Зевс Аммонський. Відомим символом Зевса був орел, оскільки цей птах, за уявленнями греків, літає вище за всіх інших та володіє гострим зором, подібно як Зевс знаходиться над усіма богами і багато що знає.

## У мистецтві

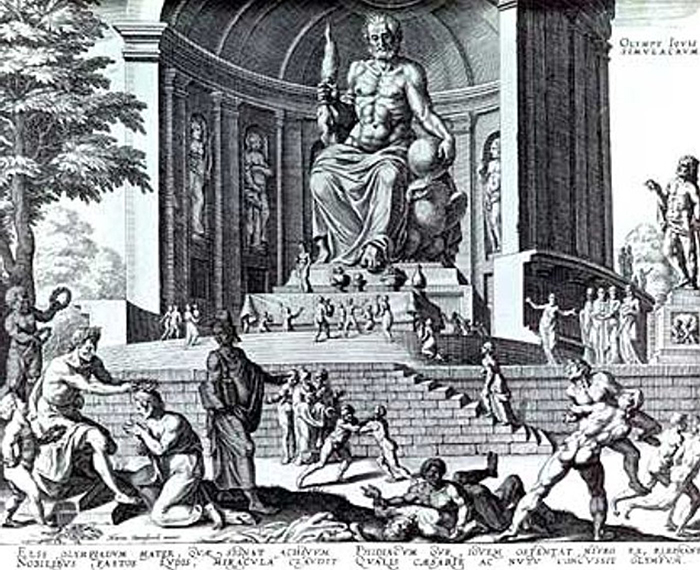
Статуя Зевса, Олімпія — одне з античних чудес світу

Зевс є центральною фігурою на східному фронтоні Парфенона. Добре збереженим зображенням цього бога є бронзова статуя з Артемісії (460 р. до н. е.), де він впевнено стоїть, широко розставивши ноги, збираючись кинути блискавку. Грецька кераміка слугує багатим джерелом міфів про Зевса, зокрема сцен, які представляють його численні метаморфози, і Зевс також з'явився на багатьох монетах, особливо на монетах з Еліди.
Найвизначнішою скульптурою Зевса була статуя в Олімпії, яку спорудив Фідій. Статуя вважалась одним із Семи чудес світу. На золотому троні сидів велетенський бог, у вісім разів більший за людину. У витягнутій лівій руці він тримав богиню Ніку (перемогу), а правою спирався на жезл, на якому сидів золотий орел з розпростертими крилами. Перекинутий через ліве плече золотий плащ, оздоблений зображеннями тварин і квітів, прикривав йому ноги аж до ступень. Підніжок підтримували леви. З-під золотого маслинового вінка спадали кучері. Цю статую згодом перевезли до Константинополя, але вона згоріла там під час пожежі. Статуя роботи Фідія була для стародавнього світу взірцем, і численні копії в сучасних музеях дають змогу здогадуватися про її справжній вигляд.
Найкраще погруддя Зевса міститься у Ватикані (Зевс Отріколі). У живописі XVI — XVIII ст. відтворювалися сцени з міфів про Зевса, пов'язані з Данаєю, Європою, Іо, Ледою, Семелою, Антіопою (Корреджо, Тіціан, Тінторетто, Рембрандт та ін.). У літературі до образу Зевса звертаються від античності до наших днів.
Зображення Зевса поміщалися на монетах, зокрема античних правителів Діодота I, Геліокла (як громовержця), Панталеона, Евкратида (на троні), Агафокла (зі статуеткою богині Гекати на витягнутій руці).